# Aspidosperma pachypterum
Aspidosperma pachypterum é uma espécie de plantas com flores. Foi descrito pela primeira vez por Johannes Müller Argoviensis. Aspidosperma pachypterum pertence ao gênero Aspidosperma e à família Apocynaceae.
Este tipo de planta é encontrado em:
- Colômbia
  - Departamento de Guainía
- norte do Brasil
  - Roraima
  - Amazonas
- Venezuela
  - Amazonas

Não há tipos listados como este.